# 文殊村立文殊小学校
文殊村立文殊小学校 （もんじゅそんりつ もんじゅしょうがっこう）は、かつて岐阜県本巣郡文殊村（後の本巣郡本巣町。現・本巣市）に存在した公立小学校。

## 概要
- 文殊村全域（現・本巣市文殊・法林寺）が校区であった。1950年、山添村と文殊村が合併し本巣村が発足したと同時に山添村立山添小学校と統合し、本巣小学校の新設により廃校。
- 跡地は本巣保育園となっていたが、2019年現在は空地である[注釈 2]。

## 沿革
- 1873年（明治6年） - 博文学校が開校する。
- 1877年（明治10年） - 現在地に新築移転。
- 1886年（明治19年） - 文殊簡易科小学校に改称する。
- 1889年（明治22年）
  - 4月 - 文殊尋常小学校に改称する。
  - 7月1日 – 文殊村と法林寺村が合併し、文殊村が発足。
- 1899年（明治32年）
  - 4月 - 火災により校舎を全焼。善永寺[注釈 3]を仮校舎として授業を再開。
  - 7月 - 大亀寺[注釈 4]を仮校舎とする。
- 1901年（明治34年） - 校舎を再建する。
- 1913年（大正2年） - 校舎を増築する。
- 1916年（大正5年） - 農業補習学校を併設する。
- 1925年（大正14年） - 教室不足のため、文殊村役場の一部を教室にあてる。
- 1929年（昭和4年）3月 - 文殊尋常高等小学校に改称する。
- 1934年（昭和9年） - 校舎を増築し、村役場の間借りを解消。
- 1941年（昭和16年）4月1日 - 文殊国民学校に改称する。
- 1947年（昭和22年）4月1日 - 文殊村立文殊小学校に改称する。
- 1950年（昭和25年）6月1日 - 山添村と文殊村が合併し本巣村が発足。同時に山添村立山添小学校と統合し、本巣小学校の新設により廃校。本巣小学校文殊校となる。
- 1951年（昭和26年）3月 - 本巣中学校校舎を本巣小学校の統合校舎とする。本巣小学校文殊校は廃止。